# René Quenouille
René Quenouille (Sarlat e la Canedat, 6 de desembre de 1884 - assassinat pels nazis a Hamburg-Rothenburgsort, 21 d'abril del 1945) era un radiòleg, polític francès i membre de la resistència contra l'ocupació nazi. El 1980 el municipi de Villeneuve-Saint-Georges (França) va dedicar-li una llar d'infants: Crèche Départementale René Quenouille i també se li ha dedicat el museu commemoratiu de l'Escola del Bullenhuser Damm a Hamburg.
Després dels seus estudis va establir-se com a radiòleg a Villeneuve-Saint-Georges el 1925. Va afiliar-se al Partit Comunista Francès i esdevenir vicebatlle del municipi. Durant l'ocupació alemanya va adherir-se, junt amb la seva esposa Yvonne, al grup de resistència Patriam Recuperare que va ajudar paracaigudistes de les Forces Aliades a fugir vers la França inocupada. El 3 de març de 1943, Quenouille, la seva esposa i dues filles seves van ser arrestats per la Gestapo. Les tres dones van ser alliberades, però René Quenouille va ser condemnat a mort a la presó de Fresnes.
No va ser executat immediatament i el 16 d'octubre de 1943 varen transportar-lo al camp de concentració de Mauthausen-Gusen on va tenir la funció de metge per als presoners. El 17 de juliol de 1944 va ser transferit al camp de Neuengamme i hi va ser carregat del servei de radiologia. Després de l'arribada de 20 nens que el metge SS Kurt Heissmeyer va rebre per fer els seus experiments inhumans, Quenouille va ser transferit a la Sonderabteilung Heissmeyer per atendre als nens. Tot i que aquest departament era molt secret i amagat dins del camp i en pressentir que probablement ell mai no recobrés la llibertat, va trobar una fallada a la vigilància per tal de poder ensenyar-lo al metge i presoner René Veyssière al qual va dir: «Volia que veiessis els nens, perquè poguessis un dia testimoniejar sobre llur existència i els experiments. […] Cal que hi hagi algú més almenys que en pot parlar, si jo no torno.»
Des d'abril 1945, quan la desfeta nazi s'adverava imminent, a tot arreu d'Alemanya els SS van deixar-se portar pel pànic i van provar d'amagar els seus crims, sovint afegint crims suplementaris a la seva llarga llista d'atrocitats, conegut en alemany com els Kriegsendphaseverbrechen o crims de la fase final. Així l'ordre va arribar des de Berlín d'assassinar i fer desaparèixer els nens del Departament Heissmeyer així com tots els presoners adults que n'estaven al corrent. Per tal d'evitar rumors i testimonis nous, sota el pretext de ser transferits a Theresienstadt René Quenouille i els altres van ser transportats a l'escola abandonada del l'Bullenhuser Damm al celler de la qual tots van ser matats durant la nit del 21 al 22 d'abril de 1945.